# Cornelis Johannes Kieviet
Cornelis Johannes Kieviet (Hoofddorp, 1858. március 8. – Wassenaar, 1931. augusztus 12.) holland tanár és gyermekkönyvíró. Művei kiadásain gyakran rövidítve: C. Joh. Kieviet.

## Életrajza
Első könyve 1890-ben jelent meg. 1883-tól Etersheimban tanított, majd 1903-tól 14 évig Zaandamban volt iskolaigazgató. Később Wassenaarba költözött, ahol a Dik Trom-sorozat három kötetét megírta. A szereplőket a hoofddorpi lakosságról mintázta. Időskorában két detektívregényt is írt, ám azok kevésbé voltak népszerűek, mint gyermekkönyvei.

## Könyvei
- De twee neven (1890)
- Frans van Dorentil (1891)
- Uit het leven van Dik Trom (1891)
- Fulco de minstreel (1892)
- In woelige dagen (1894)
- Nog niet te laat! (1894)
- Het badreisje van Cor Slung (1895)
- De jonge musicus (1896)
- Het slot op den Hoef (1897)
- Jaepie-Jaepie (1897)
- De Club "Van zessen klaar" (1898)
- Uit de riddertijd (1900)
- Wilde Bob (1900)
- Frits Wardland (1901)
- Slaet opten trommele! (1901)
- Ab en z'n vrienden (1903)
- De Club op reis (1903)
- Jongens van Oudt Holland (1904)
- Okke Tannema (1904)
- De hut in het bosch (1905)
- De Kennemer vrijbuiter (1905)
- Onder verschillende meesters (1905)
- De twee broeders (1906)
- De zoon van Dik Trom (1907)
- In "Den Otter" (1908)
- Het vroolijke trio (1909)
- Kleine Olle en zijn ekster (1909)
- Vroolijke vertellingen (1909)
- Pension Zonneduin (1910)
- Een Corsicaansche jongen (1912)
- Toen Dik Trom een jongen was (1912)
- De Duinheks (1913)
- Gouden daden (1914)
- Uit het notulenboek van Dorus (1915; második kiadás De Club in Valkenburg címmel [1920])
- Het geheim van den Canadees (1917)
- De geheimzinnige koepel (1918)
- Een dozijn Hollandsche jongens (1919)
- Dik Trom en zijn dorpsgenoten (1920)
- Het tweede boek van Dik Trom en zijn dorpsgenoten (1923)
- De "Woelwater" (1924)
- Het huisgezin van Dr. Forting (1924)
- De zeerover van Oostzaan (1927)
- Pim en Kim (1927)
- Haar chauffeur (1928, detektívregény felnőtteknek)
- Het kamp in 't spookbos (1929)
- De moord bij den hertenkamp (1930, detektívregény felnőtteknek)
- Avonturen van Dik Trom (1931)

## Fordítás
- Ez a szócikk részben vagy egészben  a   Cornelis Johannes Kieviet című holland Wikipédia-szócikk fordításán alapul.  Az eredeti cikk szerkesztőit annak laptörténete sorolja fel. Ez a jelzés csupán a megfogalmazás eredetét és a szerzői jogokat jelzi, nem szolgál a cikkben szereplő információk forrásmegjelöléseként.